# Stauros Papastaurou
Stauros Papastaurou (in greco Σταύρος Παπασταύρου?; Atene, 10 novembre 1954) è un cantautore, paroliere e compositore greco.

## Biografia
Il suo primo album, Città insonne, è stato pubblicato nel 1978, mentre Stauros studiava ancora ingegneria all'Università di Atene. L'album comprendeva dieci canzoni scritte da lui (musica e testi), che interpretò egli stesso, accompagnato da un piccolo gruppo musicale.
Nel 1981 Manos Hadjidakis organizzò a Corfu il suo 1º Concorso di Canzone Greca, dove Stavros è stato premiato per la sua canzone Da capo. Qualche mese dopo è uscito l'album La stanza sul retro, nel quale l'artista interpreta dieci canzoni sue sotto la direzione di Hadjidakis.
Il terzo album, Giardini giapponesi (1998), contiene il brano Mille fuochi, cantato da Nena Venetsanou e Ghiorghis Cristodoulou.
Stauros Papastaurou si è sempre interessato alla musica tradizionale di vari paesi del mondo e per due anni (1979-80) ha presentato un programma intitolato Canzoni del Mondo alla Televisione Statale Greca, insieme alla cantante Eugenia Syriotis, e dopo questo, per due anni consecutivi, la trasmissione settimanale Ballate alla radio statale.
Da allora in poi, Stauros ha presentato le sue canzoni in vari teatri e locali musicali, da solo o collaborando con altri cantanti come Kristi Stassinopoulou e Marianna Efstratiou.
Nello stesso tempo, Stauros ha scritto numerose canzoni per bambini, di cui la maggior parte su testi del famoso scrittore Eugenio Trivizas. La loro prima collaborazione, l'album Parlami di mele del 1986, ha avuto un grande successo, divenendo un classico. Con lo stesso autore Stauros ha scritto diverse canzoni per il teatro e la televisione.
Stauros ha anche tentato di partecipare allo Zecchino d'Oro con una sua canzone intitolata La talpa Giovanna, che non è arrivata a destinazione. Un'altra sua attività artistica è la composizione di musica per vari documentari televisivi, trasmissioni per bambini, per il teatro e il cinema.
Lavora anche come traduttore di letteratura, traducendo libri dall'inglese, italiano e francese. Ha anche collaborato con il grande Dario Fo, facendogli da interprete in una sua presentazione teatrale intitolata La maschera ed io, nel 2005, al Teatro di Erode Attico, ad Atene.

## Discografia
- 1978 – Xagrypnī polī (Seagull; ristampato nel 1986 con il titolo Perasan oi meres)
- 1982 – To pisō dōmatio (Kerkyra)
- 1986 – Mila mou gia mīla (Sirius)
- 1998 – Giapōmezikoi kīpoi

## Filmografia
- Agapi sta 16 (Αγάπη στα 16), regia di Kostas Haralambous (2004)